# Avebury (village)
Pour l’article homonyme, voir Avebury.
Avebury est une paroisse civile et un village du Wiltshire, en Angleterre. Une grande partie du village est entouré par le site néolithique d'Avebury.